# Saint-Laurent-l'Abbaye
Saint-Laurent-l'Abbaye is een gemeente in het Franse departement Nièvre (regio Bourgogne-Franche-Comté) en telt 237 inwoners (2009). De plaats maakt deel uit van het arrondissement Cosne-Cours-sur-Loire.

## Geografie
De oppervlakte van Saint-Laurent-l'Abbaye bedraagt 1,4 km², de bevolkingsdichtheid is 168,1 inwoners per km².
De onderstaande kaart toont de ligging van Saint-Laurent-l'Abbaye met de belangrijkste infrastructuur en aangrenzende gemeenten.

## Demografie
Onderstaande figuur toont het verloop van het inwonertal (bron: INSEE-tellingen).